# 一の沢停留所
一の沢停留所（いちのさわていりゅうじょ）は、かつて北海道札幌市南区小金湯にあった定山渓鉄道線の駅（停留所）である。同線の廃線により1969年（昭和44年）に廃駅となった。
神威岳や烏帽子岳の登山客はこの停留所で降り、200メートルほど上流に架かっている百松橋で豊平川を渡った。また、停留所背後の一の沢や豊平川対岸の百松沢は山菜が豊富であるため、採取目的の利用者も多かった。

## 歴史
- 1924年（大正13年）：一の沢発電所の建設工事材を輸送するための岐線が設けられる[1]。
- 1926年（大正15年）8月15日：開業[2]。それまでは必要に応じて停車していたが、利用が多くなったため正式に開業した[1]。
- 1969年（昭和44年）11月1日：定山渓鉄道線廃止に伴い廃駅。

## 隣の駅
定山渓鉄道
定山渓鉄道線
小金湯停留所 - 一の沢停留所 - 錦橋駅